# Amores con trampa
Amores con trampa é uma telenovela mexicana produzida por Emilio Larrosa para a Televisa e exibida pelo Canal de las Estrellas entre 2 de março a 23 de agosto de 2015, em 126 capítulos, sucedendo Mi corazón es tuyo e sendo sucedida por Antes muerta que Lichita. É baseada na telenovela chilena Somos los Carmona, produzida por Carlos Oporto em 2013. A trama é protagonizada por Itatí Cantoral, Ernesto Laguardia, Eduardo Yáñez e África Zavala e antagonizada por Nora Salinas e Harry Geithner.
Foi reprisada pelo TLNovelas de 16 de março a 26 de junho de 2020, substituindo Mi corazón es tuyo e sendo substituída por Enamorándome de Ramón.
Foi também exibida no Novelaços, canal oficial da Televisa no YouTube por tempo limitado.

## Sinopse
A família Carmona, vive uma vida tranquila e simples de campo em um povoado localizado no interior da República Mexicana e é dona de uma das minas de minerais mais importantes da região. Se veem forçados a se mudar para cidade depois que o governo compra sua extensa propriedade por uma grande quantia.
A família é formada por Facundo e María, que tem quatro filhos, Alberto de 21 anos, Carmen Gloria ‘Yoya’ de 18, Susana de 14 e Jacinto de 10. Ao chegar a cidade, enfrentam a muitos conflitos próprios com a adaptação para a grande metrópole e isso gera problemas familiares por alguns quererem voltar à vida tranquila do campo que cresceram.
Por outro lado, temos os Velasco, os vizinhos elegantes e sofisticados do condomínio onde chegam os Carmona para viver. A família dos Velasco é formada por Isabel e Santiago; ele possui uma construtora que se encontra em falência. Este casal cuida de seus sobrinhos Felipe de 20, Rocío de 18, e tem uma filha de 14 anos chamada Alejandra.
O primeiro conflito surge quando os Carmona chegam à cidade com seus animais, que são praticamente personagens com uma presença constante e importantíssima dentro da historia, que causam destruição à casa dos Velasco e é assim como começam as diferenças entre os vizinhos.
Conforme transcorre a trama, Santiago descobre que Facundo é milionário e que ele pode salvar sua construtora investindo nela, mas a avareza dele é maior e comete uma fraude com ele.
Entre os planos de Santiago está que Isabel seduza Facundo para que ele siga investindo mais e mais na empresa e é aí onde surge o primeiro conflito amoroso.
Entre os jovens também há vários relacionamentos amorosos, o mais forte é entre Alberto e Rocío, mas há muitas mentiras e obstáculos que impedirão de viver seu amor. Entre eles há amigos em comum, que convivem com eles na universidade, a qual também jogará uma parte muito importante nos conflitos que se desatam entre eles e seus múltiplos amigos.

## Elenco
| Ator                | Personagem                   |
| ------------------- | ---------------------------- |
| Itatí Cantoral      | Isabel Velasco               |
| Eduardo Yáñez       | Facundo Carmona              |
| Ernesto Laguardia   | Santiago Velasco             |
| África Zavala       | María Carmona                |
| Nora Salinas        | Stephanie Sotomayor          |
| Lorena Herrera      | Ángeles "La Pantera"         |
| Harry Geithner      | Esteban Cifuentes            |
| Ignacio López Tarso | Porfirio Carmona             |
| Luz María Aguilar   | Dona Perpetua Sánchez        |
| Agustín Arana       | Florencio Gallardo           |
| Maribel Fernández   | Concepción "Conchita"        |
| José Eduardo Derbez | Felipe Velasco               |
| Jocelín Zuckerman   | Alejandra Velasco            |
| Rosita Pelayo       | Humilde Sánchez              |
| Ceci Flores         | Susana Carmona               |
| Aldo Guerra         | Alberto Carmona              |
| Rubén Lopez         | Jacinto Carmona              |
| Jessica Decote      | Carmen Gloria "Yoya" Carmona |
| Scarlet Degral      | Rocío Velasco                |
| Emilio Caballero    | Andrés                       |
| Lore Graniewickz    | Hilda                        |
| Flor Martino        | Francesca "Francis, Pancha"  |
| Arturo Vázquez      | Rigoberto                    |
| Lorena Velázquez    | Corina Bocelli               |
| Irina Areu          | Martina                      |
| Éricka Garcia       | Jéssica                      |
| Kristel Moeshegen   | Nicolasa                     |
| Bárbara Gómez       | Esperanza                    |
| Ricardo Margaleff   | Mauricio                     |
| Diana Vilela        | Mireya                       |
| Ricardo Silva       | Frederick                    |
| Adriana Willians    | Andrea                       |
| Rudy Casanova       | Franklin                     |
| Elizabeth Valdez    | Malena Bocelli               |
| Marina Marín        | Abuela Ruperta               |
| David Palazuelos    | "Vin Diesel 42"              |
| Lupillo Rivera      | Ele mesmo                    |
| Julián Figueroa     | Ele mesmo                    |

## Audiência
A trama estreou com 25,3 pontos de audiência. Já o último capítulo teve média de 17,5 pontos. Encerrou com média geral de 19 pontos.

## Exibição
Foi exibida pelo canal TLN Network entre 18 de novembro de 2024 a 10 de maio de 2025 substituindo Abismo de Paixão e sendo substituída por A Desalmada.
| País           | Emissora               | Data de estréia     | Data de final          | Título            |
| -------------- | ---------------------- | ------------------- | ---------------------- | ----------------- |
| México         | Canal de las Estrellas | 2 de março de 2015  | 23 de agosto de 2015   | Amores con trampa |
| Estados Unidos | Univision              | 30 de março de 2015 | 20 de setembro de 2015 | Amores con trampa |
| Uruguai        | Monte Carlo TV         | 8 de julho de 2015  |                        | Amores con trampa |

## PremioTvyNovelas 2016
| Categoria            | Indicados           | Resultados |
| -------------------- | ------------------- | ---------- |
| Melhor Primeiro Ator | Ignacio López Tarso | Indicado   |